# Эль-Фуэрте (муниципалитет)
Эль-Фуэрте (исп. El Fuerte) — муниципалитет в Мексике, штат Синалоа, с административным центром в одноимённом городе. Численность населения, по данным переписи 2010 года, составила 97 536 человек.

## Общие сведения
Название El Fuerte с испанского языка переводится как: форт, крепость, и дано в честь построенного здесь в 1610 году укрепления.
Площадь муниципалитета равна 4170 км², что составляет 7,27 % от площади штата. Он граничит с другими муниципалитета штата Синалоа: на северо-востоке с Чойсом, на юго-востоке с Синалоа, на юге с Гуасаве, и на западе с Аоме, а также на северо-западе он граничит с другим штатом Мексики — Сонора.

## Учреждение и состав
Муниципалитет был образован 8 апреля 1915 года, в его состав входит 390 населённых пунктов, самые крупные из которых:
| Код INEGI | Населённый пункт                                     | Численность населения (2005 год) | Численность населения (2010 год) |
| --------- | ---------------------------------------------------- | -------------------------------- | -------------------------------- |
| 010       | Всего                                                | 92585                            | 97536                            |
| 0001      | Эль-Фуэрте (исп. El Fuerte) (административный центр) | 11917                            | 12566                            |
| 0058      | Констансия (исп. Constancia)                         | 6058                             | 6500                             |
| 0179      | Сан-Блас (исп. San Blas)                             | 5975                             | 6075                             |
| 0133      | Мочикауи (исп. Mochicahui)                           | 5144                             | 5623                             |
| 0102      | Адольфо-Лопес-Матеос (исп. Adolfo López Mateos)      | 4935                             | 5025                             |
| 0069      | Чарай (исп. Charay)                                  | 3073                             | 3084                             |

## Экономическая деятельность
По статистическим данным 2000 года, работоспособное население занято по секторам экономики в следующих пропорциях: сельское хозяйство, скотоводство и рыбная ловля — 51,7 %, промышленность и строительство — 13 %, сфера обслуживания и туризма — 31,7 %, прочее — 3,6 %.

## Инфраструктура
По статистическим данным 2010 года, инфраструктура развита следующим образом:
- электрификация: 97,4 %;
- водоснабжение: 92,5 %;
- водоотведение: 66,7 %.

## Туризм
Основные достопримечательности:
- церковь Святого Сердца Иисуса в муниципальном центре, построенный в XVIII веке;
- здание администрации 1903 года;
- дом-музей семьи Вега, построенный в XIX веке;
- дом культуры народа майя;
- исторический форт.

## Фотографии

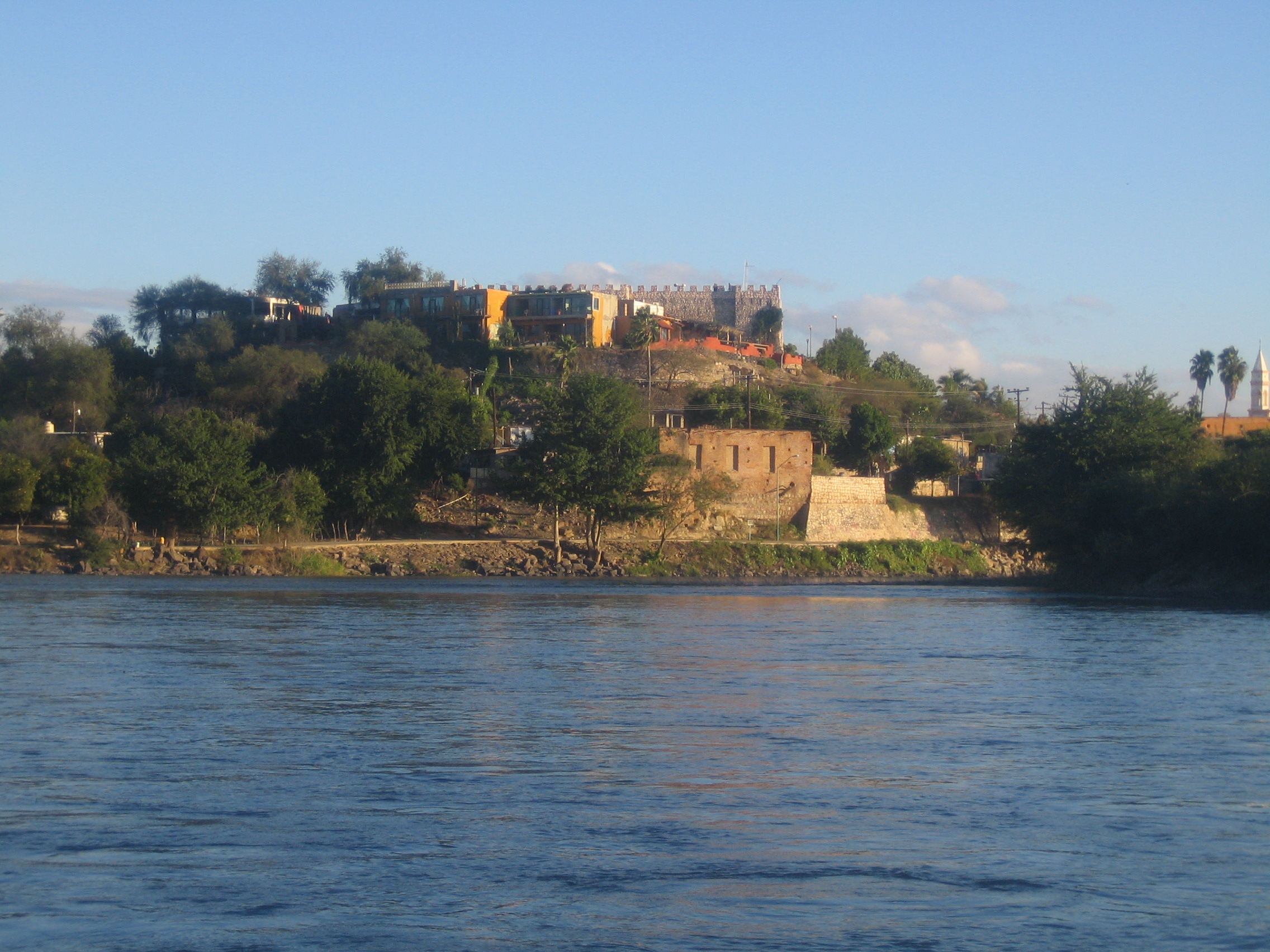
Форт в Эль-Фуэрте
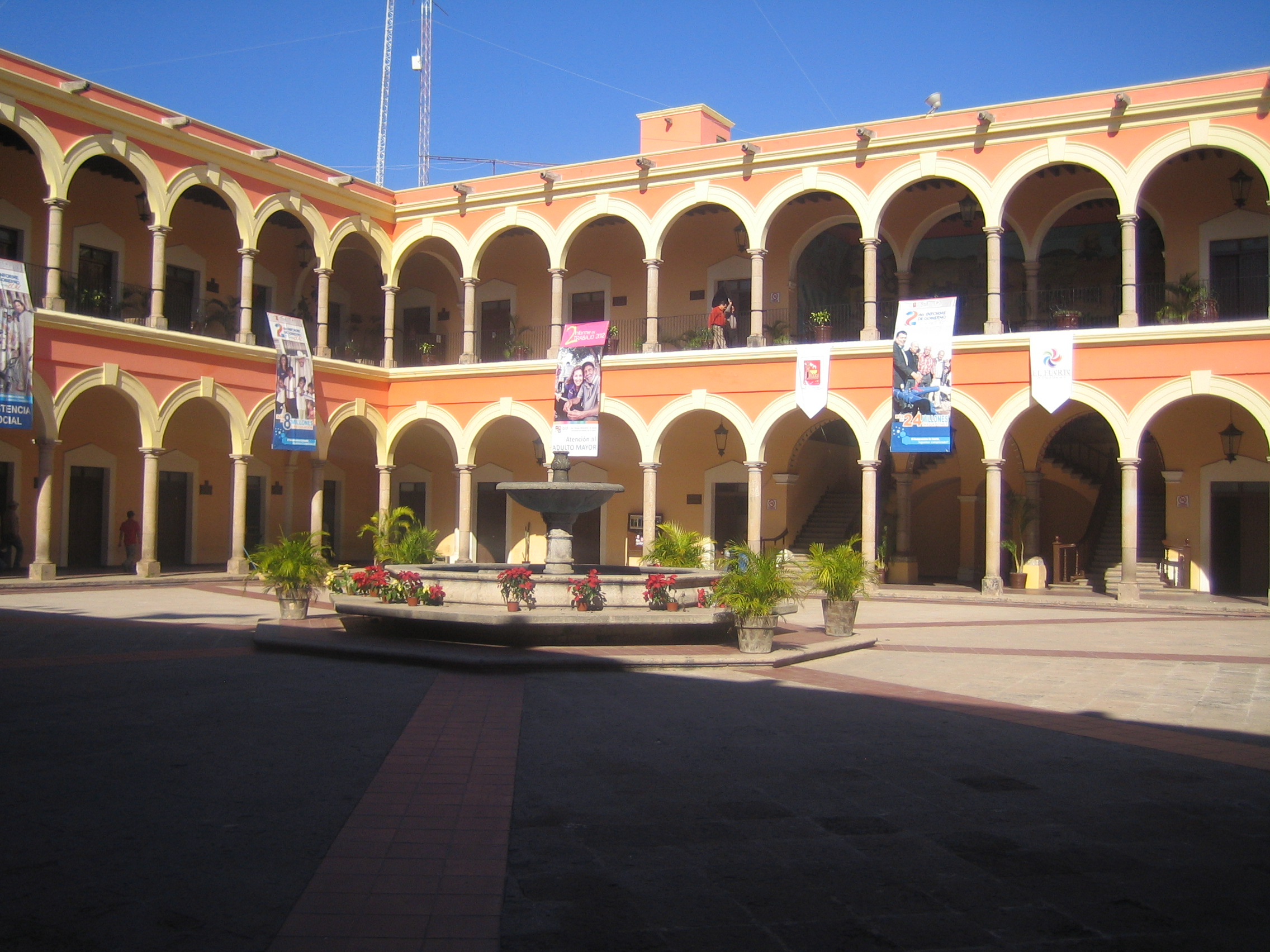
Здание администрации
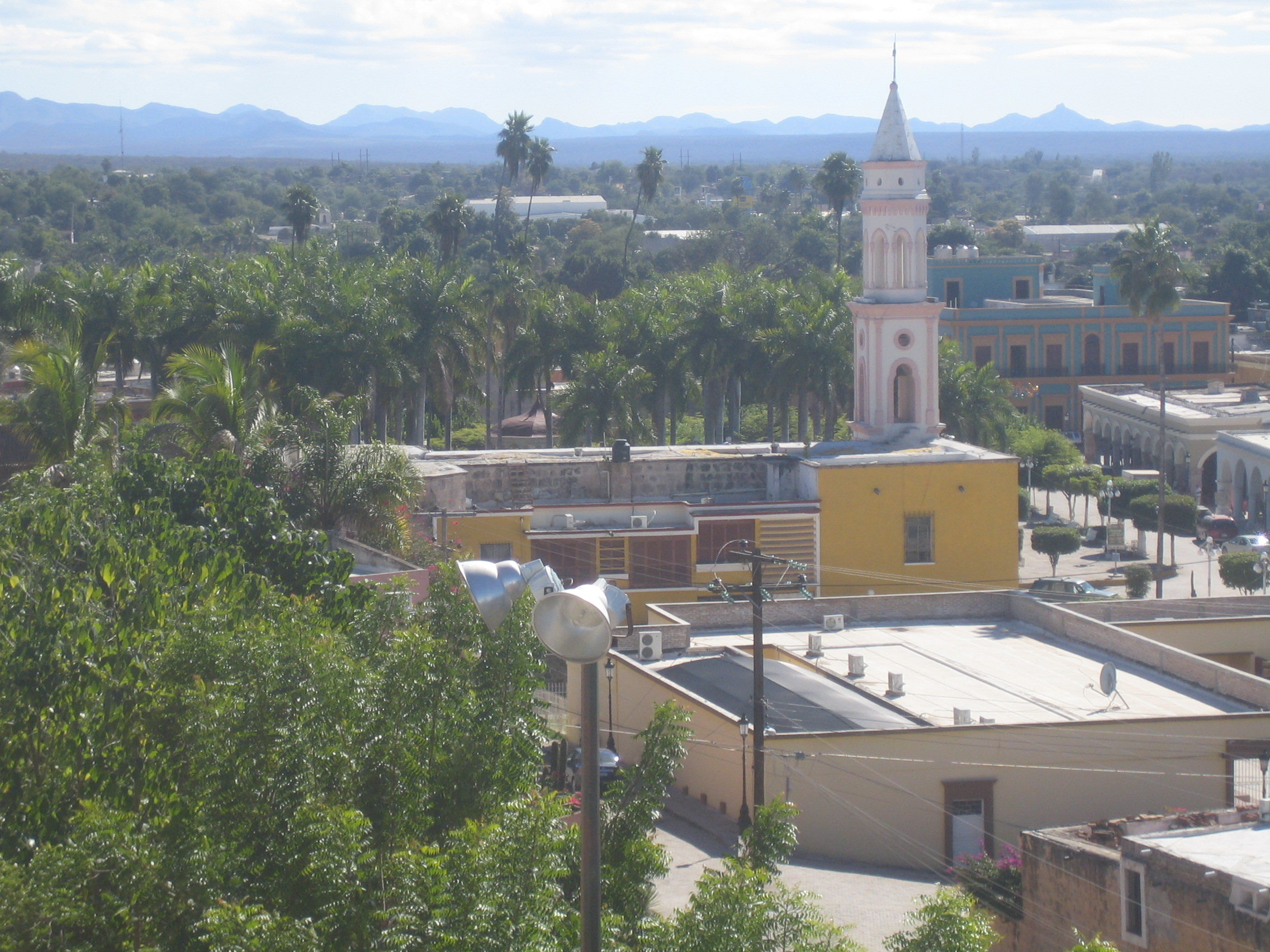
Церковь и площадь в Эль-Фуэрте